# Anthony Rouault
Pour les articles homonymes, voir Rouault.
Anthony Rouault, né le 29 mai 2001 à Villeneuve-sur-Lot (Lot-et-Garonne), est un footballeur français qui évolue au poste de défenseur central au Stade rennais FC.

## Biographie

### Toulouse FC: débuts en professionnel
En 2019, Anthony Rouault signe son premier contrat professionnel avec le Toulouse FC,,.
Le 17 octobre 2020, il connaît sa première titularisation face à l'AC Ajaccio. À l'issue de cette saison, où il dispute dix-huit matchs de championnat en tant que titulaire, il prolonge son contrat jusqu'en juin 2024. Le 31 juillet 2021, il inscrit son premier but professionnel contre l'AS Nancy-Lorraine lors d'un match de Ligue 2 à la 41e minute pour une victoire sur le score de quatre buts à zéro.
Il reçoit le premier carton rouge de sa carrière lors de la saison 2020-2021 de Ligue 2 à la 32e minute d'un match contre le Paris FC. Suspendu les trois matchs suivants, il revient pour la victoire de son équipe contre le Chamois niortais FC, lors d'un match en Coupe de France, mais sort juste après la deuxième mi-temps.
Le 27 septembre 2021, il se blesse au pied lors d'un entraînement, le privant de matchs pendant deux mois. Il revient en 2022 pour le premier match de l'année en Coupe de France contre l'AS Cannes avec une victoire d'un but à zéro et une qualification en 8e de finale.
Le 12 février 2022, il inscrit un doublé de la tête lors d'un déplacement contre le Valenciennes FC comptant pour la 24e journée de championnat et contribue à un succès trois buts à un. Auteur de ses trois premiers buts en professionnel de la tête, son coéquipier Nathan Ngoumou révèle que le défenseur était surnommé « Le Frisson » la saison passée à cause de son manque d'adresse dans le domaine aérien, domaine dans lequel il s'est amélioré depuis. Lors de la saison 2021-2022, il dispute 28 matchs et marque quatre buts.
Lors de la saison 2022-2023, le Toulouse FC évolue en Ligue 1 et il prolonge son contrat avec le Téfécé lors de l'été 2023,. Au cours de cette année, il dispute 40 matchs et inscrit deux buts pour son club.

### VfB Stuttgart: prêt puis transfert définitif
Le 1er septembre 2023, lors du dernier jour de mercato estival, le Toulouse FC annonce qu'Anthony Rouault est prêté au VfB Stuttgart, club pensionnaire de Bundesliga,,. Ce prêt est assorti d'une option d'achat obligatoire en cas de maintien des Schwaben en Bundesliga.
Le VfB Stuttgart réalise une très bonne saison, pointant à la 3e place lors de la 24e journée du championnat, journée auquel le club allemand est officiellement maintenu. Le 5 mars 2024, le transfert d'Anthony Rouault est réalisé et le joueur s'engage alors avec le club allemand jusqu'en juin 2027,.

### Stade rennais FC: retour en Ligue 1
Le 3 février 2025, Anthony Rouault revient en Ligue 1 et s'engage avec le Stade rennais FC en paraphant un contrat de quatre ans et demi, soit jusqu'en juin 2029,. Le montant du transfert est estimé à 13 millions d'euros,.

## Statistiques
| Saison                | Club                  | Championnat           | Championnat | Championnat | Coupe(s) nationale(s) | Coupe(s) nationale(s) | Supercoupe | Supercoupe | Compétition(s) continentale(s) | Compétition(s) continentale(s) | Compétition(s) continentale(s) | Total | Total |
| Saison                | Club                  | Division              | M.          | B.          | M.                    | B.                    | M.         | B.         | Comp.                          | M.                             | B.                             | M.    | B.    |
| 2020-2021             | Toulouse FC           | Ligue 2               | 15          | 0           | 3                     | 0                     | -          | -          | -                              | -                              | -                              | 18    | 0     |
| 2021-2022             | Toulouse FC           | Ligue 2               | 27          | 4           | 1                     | 0                     | -          | -          | -                              | -                              | -                              | 28    | 4     |
| 2022-2023             | Toulouse FC           | Ligue 1               | 37          | 2           | 3                     | 0                     | -          | -          | -                              | -                              | -                              | 40    | 2     |
| Sous-total            | Sous-total            | Sous-total            | 79          | 6           | 7                     | 0                     | -          | -          | -                              | -                              | -                              | 86    | 6     |
| 2023-2024             | VfB Stuttgart (prêt)  | Bundesliga            | 22          | 0           | 2                     | 0                     | -          | -          | -                              | -                              | -                              | 24    | 0     |
| 2024-2025             | VfB Stuttgart         | Bundesliga            | 18          | 1           | 2                     | 0                     | 1          | 0          | C1                             | 7                              | 0                              | 28    | 1     |
| Sous-total            | Sous-total            | Sous-total            | 40          | 1           | 4                     | 0                     | 1          | 0          | -                              | 7                              | 0                              | 52    | 1     |
| 2024-2025             | Stade rennais FC      | Ligue 1               | 11          | 0           | -                     | -                     | -          | -          | -                              | -                              | -                              | 11    | 0     |
| 2025-2026             | Stade rennais FC      | Ligue 1               | 1           | 0           | 0                     | 0                     | -          | -          | -                              | -                              | -                              | 1     | 0     |
| Sous-total            | Sous-total            | Sous-total            | 12          | 0           | 0                     | 0                     | -          | -          | -                              | -                              | -                              | 12    | 0     |
| Total sur la carrière | Total sur la carrière | Total sur la carrière | 131         | 7           | 11                    | 0                     | 1          | 0          | -                              | 7                              | 0                              | 150   | 7     |

## Palmarès

### En club
Toulouse FC
- Champion de France de Ligue 2 en 2022
- Vainqueur de la Coupe de France en 2023

 VfB Stuttgart
- Finaliste de la Supercoupe d'Allemagne en 2024.
- Vice-champion d'Allemagne en 2024.

### Distinctions individuelles
- Nommé dans l'équipe type de Ligue 2 aux Trophées UNFP du football 2022[21].